# Manuel Penella Moreno

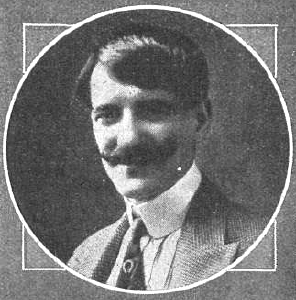
Manuel Penella Moreno

Manuel Penella Moreno (Valencia, 31 juli 1880 - Cuernavaca, de hoofdstad van de deelstaat Morelos, Mexico, 24 januari 1939) was een Spaans componist, organist en dirigent.

## Levensloop
Penella Moreno studeerde op 5-jarige leeftijd bij zijn vader Manuel Penella Raga, componist en directeur van het Conservatorio Superior de Música de Valencia en compositie bij Salvador Giner y Vidal. Op 13-jarige leeftijd speelde hij als viool-solist in openbare concerten.
Nadat hij gradueerde was hij een geruime tijd organist in een kerk in Valencia. Hij schreef vele liederen en had een uitgebreide samenwerking met de zangeres Conchita Piquer. Ook voor de zangeres Marujita Díaz schreef hij liederen. Penella Moreno begeleidde opera- en zarzuelagezelschappen bij hun uitvoeringen in Zuid-Amerika, bijvoorbeeld in 1922 in Buenos Aires en ook in Cuba, de Verenigde Staten, en Mexico. Geruime tijd was hij ook dirigent van het militaire orkest in Quito, Ecuador. Zijn populairste zarzuela was tien weken uitverkocht in het Park Theatre in New York en werd door hem zelf gedirigeerd.
Als componist schreef hij rond 80 toneelwerken, zoals opera's, zarzuelas, revistas (revues) en muzikale blijspelen.

## Composities

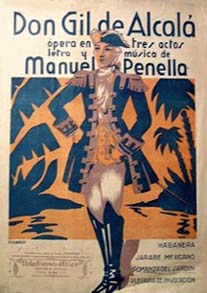
Don Gil de Alcalá (opera, 1932).

### Werken voor orkest
- Don Gil de Alcalá Brindis "El jerez" - La habanera, voor strijkorkest
- Don Gil de Alcalá. "El jerez", La confesión, voor strijkorkest

### Werken voor banda (harmonieorkest)
- 1918 1ª selección de la revista "Las musas latinas", voor banda
- Don Gil de Alcalá, 1e acte vanuit de opera
- Don Gil de Alcalá, fantasie vanuit de 2e akte van de opera
- El gato montés paso-doble uit de 2e acte van de gelijknamige opera
- En tierra extraña, paso-doble
- Fado de la revista "!Me caso en la mar!"
- Rapsodia Valenciana, voor harmonieorkest
- Suspiros de España, paso-doble

### Muziektheater

#### Opera's
| Voltooid in | titel                         | aktes       | première                                     | libretto                                                |
| ----------- | ----------------------------- | ----------- | -------------------------------------------- | ------------------------------------------------------- |
| 1893        | El queso de bola              |             | 1893, Valencia                               |                                                         |
| 1907        | El dinero                     |             | 1907, Barcelona                              | van de componist                                        |
| 1909        | Las gafas negras              | 1 akte      |                                              |                                                         |
| 1911        | El ciego del barrio           | 1 akte      |                                              |                                                         |
| 1912        | Los pocos años                | 1 akte      |                                              |                                                         |
| 1916        | El gato montés (De wilde kat) | 3 bedrijven | 23 februari 1916, Valencia, Teatro Principal | van de componist, rev. van Miguel Roa                   |
| 1918        | El teniente Florisel          | 3 bedrijven |                                              |                                                         |
| 1932        | Don Gil de Alcalá             | 3 bedrijven | 27 oktober 1932, Barcelona, Teatro Novedades | van de componist                                        |
| 1935        | La malquerida                 | 3 bedrijven | 14 april 1935 Barcelona, Teatro Victoria     | van de componist naar een verhaal van Jacinto Benavente |

#### Zarzuela
| Voltooid in | titel                             | aktes               | première        | libretto                        |
| ----------- | --------------------------------- | ------------------- | --------------- | ------------------------------- |
| 1894        | La fiesta del pueblo, zarzuela    |                     |                 |                                 |
| 1906        | Las niñas alegres                 |                     | 1906, Barcelona |                                 |
| 1907        | Amor ciego                        |                     |                 |                                 |
| 1907        | El día de reyes, "apropósito"     | 1 akte              |                 |                                 |
| 1908        | El padre cura                     |                     | 1908, Valencia  |                                 |
| 1908        | El arrojado, astracanada          |                     |                 |                                 |
| 1908        | Sal de espuma                     | 1 akte              | 1908, Barcelona |                                 |
| 1908        | La tentación                      |                     |                 |                                 |
| 1909        | Corpus Christi                    | 1 akte, 3 taferelen |                 | José Pastor Rubira, (1878-1909) |
| 1909        | La noche de las flores            | 1 akte              |                 |                                 |
| 1909        | Entre chumberas                   | 1 akte              | 1909, Zaragoza  |                                 |
| 1910        | Los vencedores                    | 1 akte              |                 |                                 |
| 1910        | Gracia y justicia                 | 1 akte              |                 |                                 |
| 1910        | La Reina de las tintas            | 3 aktes             |                 | Ricardo González Vigil          |
| 1911        | Huelga de señoras                 | 1 akte              |                 |                                 |
| 1911        | El género alegre                  | 1 akte              |                 |                                 |
| 1911        | La novela de ahora                | 1 akte              |                 |                                 |
| 1912        | Las musas latinas                 |                     |                 |                                 |
| 1914        | La Muñeca del amor                | 3 bedrijven         |                 | Felipe Sassone                  |
| 1914        | La isla de los placeres           | 1 akte              |                 |                                 |
| 1914        | La España de pandereta            | 1 akte              |                 |                                 |
| 1917        | La última españolada              |                     |                 | van de componist                |
| 1917        | La cara del ministro              | 1 akte              |                 |                                 |
| 1918        | Bohemia dorada                    | 3 bedrijven         |                 |                                 |
| 1925        | El paraíso perdido                | 1 akte              |                 |                                 |
| 1926        | La última carcelera               | 3 bedrijven         |                 |                                 |
| 1927        | El milagro de San Cornelio        | 1 akte              |                 |                                 |
| 1927        | Entrar por uvas o Feliz año nuevo | 1 akte              |                 |                                 |
| 1928        | Ris-Ras                           | 1 akte              |                 |                                 |
| 1930        | Los pirandones                    | 1 akte              |                 |                                 |
| 1930        | La reina jamón                    | 2 aktes             |                 |                                 |
| 1930        | Me caso en la mar                 | 2 aktes             |                 |                                 |
| 1930        | La pandilla                       |                     |                 |                                 |
| 1931        | Don Amancio el Generoso           | 3 bedrijven         | 1931, Madrid    |                                 |
| 1933        | El hermano lobo                   | 3 bedrijven         | 1933, Barcelona |                                 |
| 1934        | Tana Fedorova                     | 3 bedrijven         | 1934, Barcelona |                                 |
|             | Torero quiero ser                 |                     |                 |                                 |

#### Operettes
| Voltooid in | titel                      | aktes       | première | libretto     |
| ----------- | -------------------------- | ----------- | -------- | ------------ |
| 1910        | La niña mimada             | 3 bedrijven |          |              |
| 1910        | Las romanas caprichosas    | 1 akte      |          |              |
| 1911        | La niña de los besos       | 1 akte      |          |              |
| 1911        | El viaje de la vida        | 1 akte      |          |              |
| 1914        | Galope de amor             | 1 akte      |          |              |
| 1918        | Frivolina                  | 3 aktes     |          | Manu Moncayo |
| 1927        | El espejo de las doncellas | 1 akte      |          |              |

#### Revista
- 1911 Las musas latinas, revista in 1 akte - première: 1911 in Valencia
- 1917 El amor de los amores, revista española in 1 akte - libretto: van de componist
- 1931 Ku-Kus-Klan, revista in 2 aktes
- 1931 ¡Viva la República!, revista in 2 aktes - libretto: van de componist
- 1931 El huevo de Colón, sainete-revista in 2 aktes
- 1932 Jazz Band, revista (revue) in 2 aktes - première: Barcelona (Spanje)
- !Me caso en la mar!

### Liederen
- 1909 El columpio, voor zangstem en piano
- 1909 El corneta y el tambor, voor zangstem en piano
- 1910 La españolita, voor zangstem en piano
- 1917 La barraqueta blanca
- Agüita clara
- Dulcinea del Toboso
- El florero
- La chula celosa
- La maja de rumbo
- La Maredeueta
- Mari Pepa la Revoltosa
- Pepa la Naranjera
- Somos toreras
- Tu nombre
- Un caballero español